# Forum Boarium

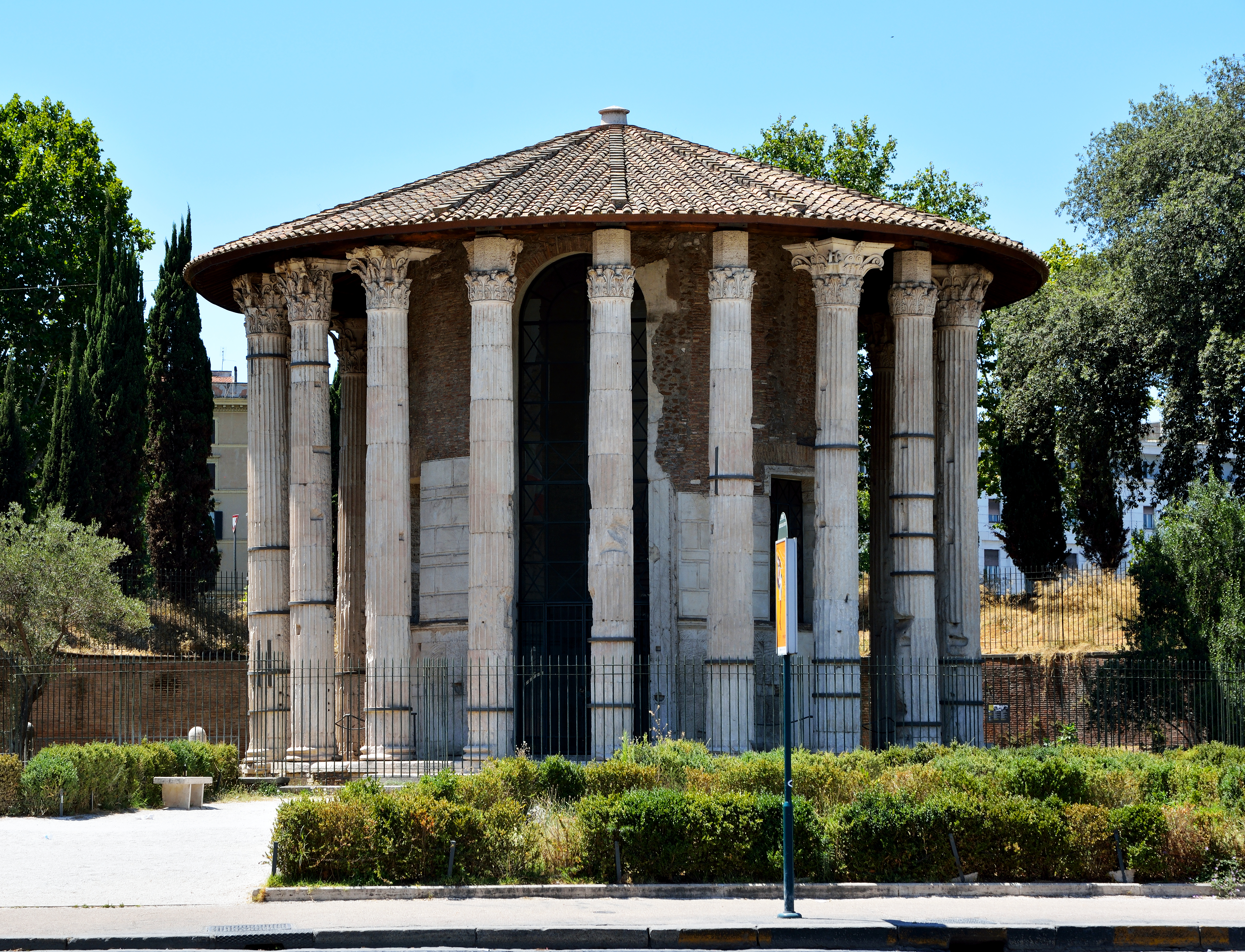
De Tempel van Hercules Victor

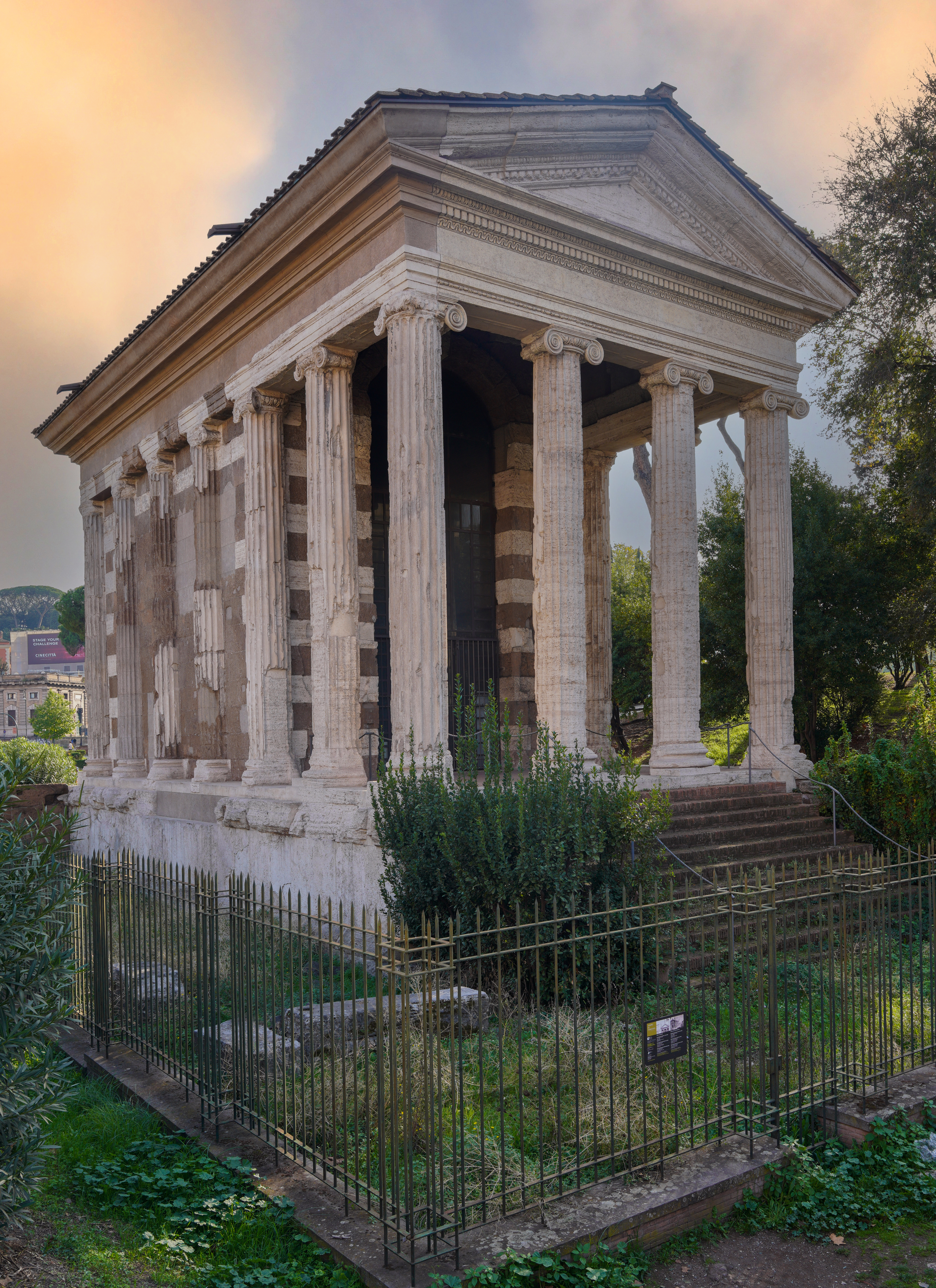
De Tempel van Portunus

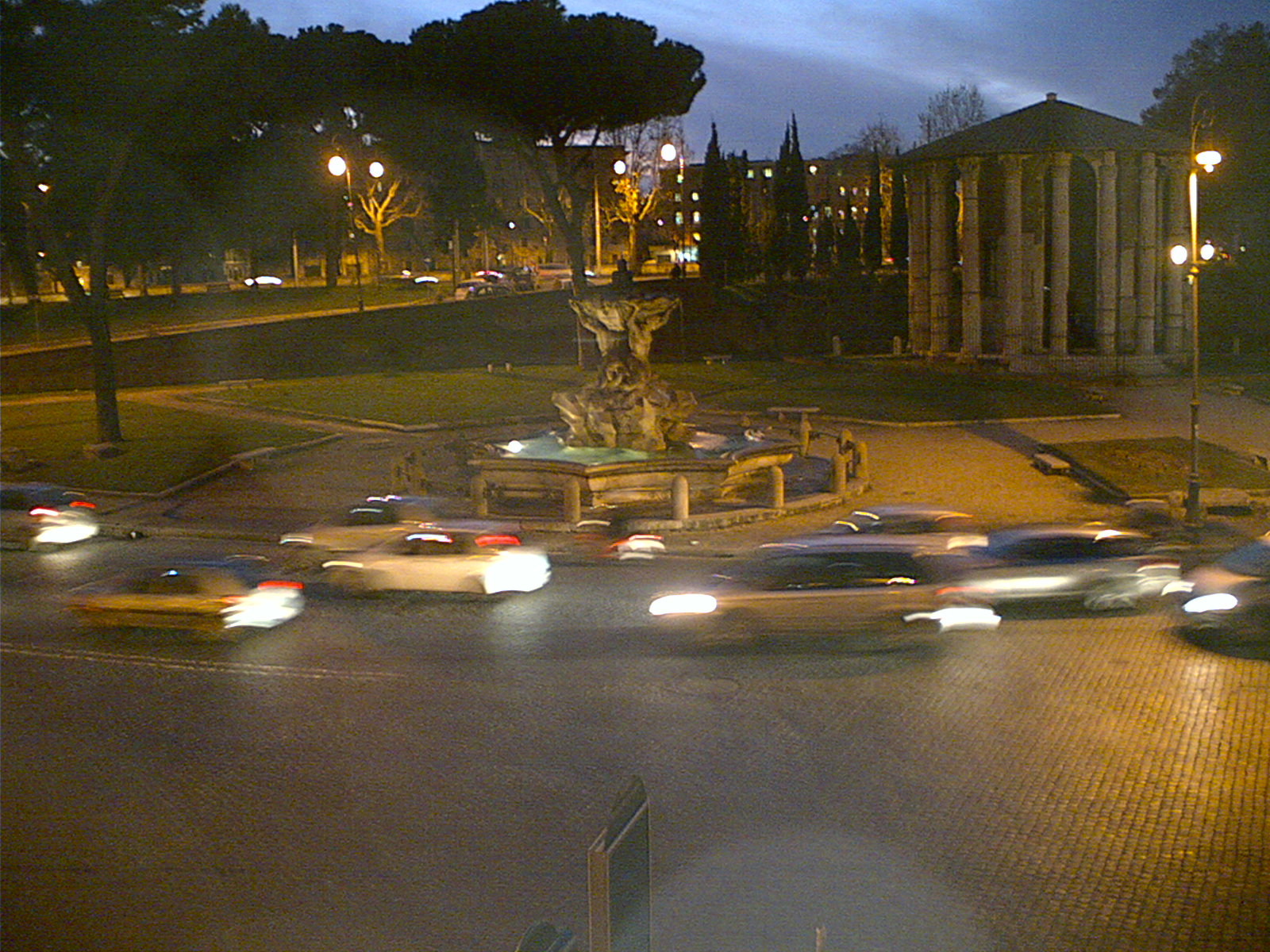
Piazza Bocca della Verità

Het Forum Boarium is een oud marktplein in Rome. Het is het oudste forum van Rome en ligt op het kruispunt van enkele belangrijke wegen uit de oudheid.

## Het Forum Boarium in de oudheid
Forum Boarium betekent letterlijk Rundermarkt en dit was de plaats waar in het oude Rome de veemarkt werd gehouden. Het forum is gelegen op een vlak stuk land aan de Tiber tussen de heuvels Capitolijn, Aventijn en Palatijn. Nadat hier oorspronkelijk een doorwaadbare plaats in de Tiber was geweest, werden hier de eerste bruggen van Rome gebouwd. Een oude en belangrijke haven van de stad, de Portus Tiberinus, lag ook aan het forum. Hier werd zout verhandeld dat over de Via Salaria naar andere delen van Italië werd vervoerd. Hierdoor groeide de marktplaats uit tot een dichtbevolkt gebied met een grote economische betekenis. De openbare ruimte van het marktplein werd afgebakend met grensstenen om te voorkomen dat deze langzaam volgebouwd zou worden. Naast woonhuizen stonden er portico's (zuilengalerijen) en gebouwen voor goederenopslag.
Op het forum werden tempels opgericht voor Hercules Victor, Fortuna, Hercules Pompeianus, Mater Matuta, Portunus en Pudicitia Patricia. Het grote altaar Ara Maxima Herculis stamde uit de 6e of 5e eeuw v.Chr. en stond naast de tempel van Hercules Victor. Dit altaar werd verwoest tijdens de grote brand van 64 maar werd herbouwd en is zeker tot de 4e eeuw na Chr. blijven bestaan.
Op het Forum Boarium werden de oudst bekende gladiatorengevechten gehouden. In 264 v.Chr. liet Decimus Junius Brutus Scaeva hier lijkspelen ter ere van zijn overleden vader opvoeren waarbij drie paar slaven als gladiator moesten optreden.

## Piazza Bocca della Verità
Tegenwoordig heet het Forum Boarium Piazza Bocca della Verità, naar het bekende beeld La Bocca della Verità dat in het voorportaal van de kerk Santa Maria in Cosmedin staat.
De ronde Tempel van Hercules Victor uit de 2e eeuw v.Chr. (vaak verkeerd aangeduid als Tempel van Vesta) en de Tempel van Portunus uit de 1e eeuw v.Chr. werden in de Middeleeuwen omgebouwd tot kerk en zijn zo bewaard gebleven. In de 20e eeuw zijn beide tempels gerestaureerd naar hun oude uiterlijk. Het antieke dak van de Tempel van Hercules is wel verloren gegaan. Van een onbekende ronde tempel is bekend dat deze tijdens het pontificaat van paus Sixtus V aan het eind van de 16e eeuw is afgebroken. De overige Romeinse gebouwen zijn gedurende de Middeleeuwen al verdwenen, toen het plein volgebouwd werd met kleine winkels.